# Camachobathynella meghalayaensis
Genre
Espèce
Camachobathynella meghalayaensis, unique représentant du genre Camachobathynella, est une espèce de crustacés malacostracés de la famille des Bathynellidae.

## Distribution
Cette espèce est endémique du Meghalaya en Inde.

## Publication originale
- Ranga Reddy, Shaik & Totakura, 2015 : Camachobathynella meghalayaensisn. gen., n. sp., the first Palearctic element of Bathynellacea (Eumalacostraca: Bathynellidae) from northeastern India. Journal of Crustacean Biology. vol. 35, no 5, p. 700-713.